# Любимський Роман Сергійович
Любимський Роман Сергійович — український військовик, учасник російсько-української війни.
Загинув 25 серпня 2024 року на бойовому завданні. Був нагороджений учасником бойових дій, та герой України.